# PerkinElmer
PerkinElmer is een Amerikaans bedrijf dat meetapparatuur maakt voor onderzoek op het gebied van onder andere diagnostische gezondheidszorg, farmacie, voedselveiligheid, biotechnologie en industriële toepassingen. Daarnaast verkoopt PerkinElmer ook software om meetapparatuur mee aan te sturen en verbruiksartikelen die met die meetapparatuur gebruikt kunnen worden. Het bedrijf werd opgericht in 1931 en had in 2011 6200 werknemers in dienst.